# 2-形式
線型代数学において、2-形式 (two-form) は双線型形式の別名であり、典型的にはインフォーマルな議論で使われるが、双線型形式が歪対称であることを指し示すために使われることもある。
微分幾何学において、2-形式 (two-form) は 2 次の微分形式を意味する。言い換えると、2-形式はの歪対称2階共変テンソル場である。
与えられたベクトル場に対して、2-形式全体の空間は基底 1-形式のウェッジ積によって張られる。微分形式 (differential form) を参照。